# فرانک هاسی
فرانک هاسی (انگلیسی: Frank Hussey؛ ۱۴ فوریه ۱۹۰۵ – ۲۶ دسامبر ۱۹۷۴) دونده اهل ایالات متحده آمریکا بود.
وی در مسابقات کشوری و بین‌المللی در مجموع برندهٔ ۱ مدال طلا شده‌است.